# Dienstvorschriften der Deutschen Reichsbahn
Die Dienstvorschriften (DV) der Deutschen Reichsbahn (1924–1949) stellen eine Zusammenstellung innerdienstlicher Bestimmungen dar, die sich in ihrer Systematik (Nummerierung) zum großen Teil in den Druckschriften (DS) der Deutschen Bundesbahn (DB) bzw. den DV der Deutschen Reichsbahn (DR) und teilweise auch heute noch in den Richtlinien der Deutschen Bahn AG  widerspiegeln.

## Geschichtlicher Abriss
In den Anfängen der deutschen Eisenbahnen waren kaum besondere Vorschriften erforderlich, die Beachtung allgemeiner polizeilicher Bestimmungen war ausreichend. Erste Vorschriften befassten sich höchstens mit der Zahl und Verteilung der Bremsen oder bezogen sich auf die Fahrzeiten der wenigen verkehrenden Züge. Mit Zunahme des Zugverkehres waren Vorschriften zu Zugkreuzungen, zur Zugbildung, über das Rangieren sowie über außergewöhnliche Fahrten nötig.
Als wichtigste Grundlage für die Betriebsführung können die Sicherheitspolizeilichen Vorschriften für den Eisenbahnverkehr angesehen werden, die 1850 von der ersten Versammlung deutscher Eisenbahntechniker beraten wurden und als Vorläufer sowohl für die Eisenbahn-Bau- und Betriebsordnung (BO) als auch die Fahrdienstvorschriften angesehen werden kann.

### Weitere Daten im Überblick
- 1870: Erlass des Bahnpolizeireglements für die Eisenbahnen des Norddeutschen Bundes
- 1871: Ausdehnung des Reglements auf das gesamte Reichsgebiet (ohne Bayern)
- 1875: Erlass der Signalordnung für die Eisenbahnen Deutschlands
- 1905: Inkrafttreten der Eisenbahn-Bau- und Betriebsordnung (BO)
- 1907: Herausgabe der ersten einheitlichen Fahrdienstvorschriften, wobei für die jeweiligen Länder noch besondere Zusatzbestimmungen in besonderer Schrift enthalten waren
- ab 1920: Schaffung reichseinheitlicher Vorschriften mit Einführung der systematischen Bezeichnungen
- ab 1980: Die Deutsche Bundesbahn ändert die Bezeichnung Dienstvorschrift (DV) schrittweise in Druckschrift (DS), ohne die Struktur des Regelwerkes zu ändern
- 1994: schrittweise Ablösung der Dienstvorschriften (DR) und Druckschriften (DB) durch die Richtlinien der DB AG

## Das Vorschriftenwerk der Deutschen Reichsbahn
Auf den ersten Blick mutet die Fülle von Dienstvorschriften für den Nicht-Eisenbahner unübersichtlich an. Dennoch ist das Vorschriftenwerk der Deutschen Reichsbahn in einer klaren Systematik gegliedert, die sich wie folgt beschreiben lässt. Die Dienstvorschriften sind bereits äußerlich durch eine besondere Farbgebung des Umschlages zu unterscheiden (siehe Tabelle unten). Außerdem ist jede Dienstvorschrift in eine bestimmte Nummernreihe eingegliedert, wodurch man bereits auf den Sachbezug schließen kann.

### Einteilung der Dienstvorschriften
| Nummernreihe | Farbe       | Anwendungsbereich                                          |
| ------------ | ----------- | ---------------------------------------------------------- |
| 000-099      | grau        | Personalfragen                                             |
| 100-199      | grün        | Verwaltung, Soziales, Gesundheitswesen, Recht, Forschung   |
| 200-299      | braun       | Wirtschaft, Planung, Beschaffung                           |
| 300-399      | rot         | mehrere Hauptdienstzweige, Verwaltungen                    |
| 400-499      | rot         | Betriebsdienst                                             |
| 500-599      | blau        | Internationale Festlegungen                                |
| 600-799      | blau        | Verkehrsdienst                                             |
| 800-899      | lila/orange | Bahnanlagen, Sicherungs- und Fernmeldewesen                |
| 900-999      | gelb        | Maschinenwirtschaft, Wagenwirtschaft, Fahrzeugausbesserung |

### Beispiele Titelbilder verschiedener DV
|  |  |  |  |  |